# State of Origin 2024
Navigation
Édition précédente Édition suivante
Le State of Origin 2024 est la quarante-troisième édition du State of Origin, qui se déroule du 5 juin 2024 au 17 juillet 2024 avec trois matchs de rugby à XIII à l'Accor Stadium (Sydney), le Melbourne Cricket Ground (Melbourne) et le Suncorp Stadium (Brisbane.

## Déroulement de l'épreuve

### Première rencontre
(mt : 6 - 20)
Points marqués : 
- Nouvelle-Galles du Sud : 2 essais de Tedesco (13e) et Lomax (43e) ; 1 transformation de Hynes (15e) ; 1 carton rouge de Sua'ali'i (8e).
- Queensland : 6 essais d'Hunt (4e et 66e), Tabuai-Fidow (18e, 23e et 78e) et Coates (70e) ; 6 transformations d'Holmes (6e, 19e, 24e, 67e, 71e et 79e) ; 1 pénalité d'Holmes (9e).

Évolution du score : 
Homme du match :  Daly Cherry-Evans
Arbitre : Ashley Klein
Spectateurs : 77 214

### Deuxième rencontre
(mt : 34 - 0)
Points marqués : 
- Nouvelle-Galles du Sud : 7 essais de Martin (10e), To'o (17e et 26e), Lomax (23e et 38e), Mitchell (32e) et Edwards (61e) ; 5 transformation de Lomax (12e, 19e, 27e, 33e et 39e) ; 1 carton jaune de Martin (50e).
- Queensland : 3 essais de Nanai (53e), Tabuai-Fidow (58e) et Taulagi (67e) ; 3 transformations d'Holmes (34e, 59e et 68e) ; 1 carton jaune de Carrigan (50e)

Évolution du score :
Homme du match :  Mitchell Moses
Arbitre : Ashley Klein
Spectateurs : 90 084

### Troisième rencontre
(mt : 2 - 0)
Points marqués : 
- Queensland : 2 pénalités d'Holmes (40e et 61e) ; 1 carton jaune de Nanai (30e).
- Nouvelle-Galles du Sud : 2 essais de Best (64e) et Moses (67e) ; 2 transformations de Lomax (66e et 69e)  ; 1 pénalité de Lomax (45e) ; 1 carton jaune de Murray (30e).

Évolution du score :
Homme du match :  Dylan Edwards
Arbitre : Ashley Klein
Spectateurs : 52 457

## Médias
Les droits télévisuels appartiennent à Channel Nine en Australie, Sky Sports en Nouvelle-Zélande, BeIN Sport en France, Premier Sport au Royaume-Uni, Fox Soccer aux États-Unis, Sportsnet World au Canada.
La presse australienne, notamment le mensuel Rugby League Review, suit particulièrement l’évènement; suivie en cela par la presse britannique, en particulier par l'hebdomadaire Rugby Leaguer  & League Express.
Si l'évènement semble encore peu couvert par la presse généraliste française et la presse française sportive, il commence à donner lieu à une certaine couverture de Midi Olympique.